# Askola emmerichi
Askola emmerichi is een haft uit de familie Leptophlebiidae. De wetenschappelijke naam van de soort is voor het eerst geldig gepubliceerd in 2009 door Domínguez, Molineri &Mariano.